# بيان أوستند

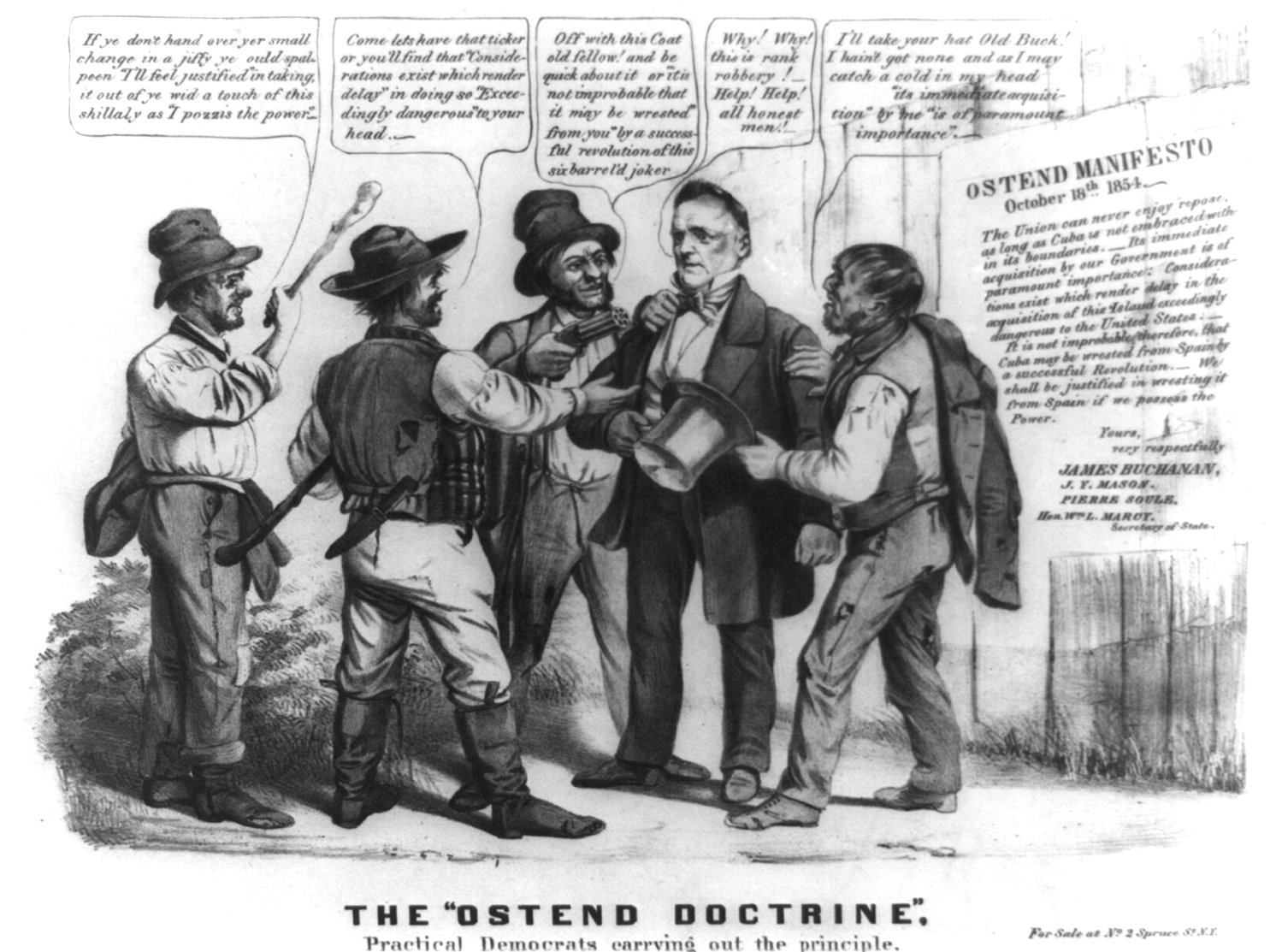
رسم كاريكاتوري سياسي يصور جيمس بوكانان محاطا بلصوص وهم يقتبسون فقرات من بيان أوستند لتبرير عملية سرقته. يقرأ النص التوضيحي أدناه "عقيدة أوستند".

بيان أوستند، المعروف أيضا باسم منشور أوستند، هو الاسم الذي أطلق على وثيقة كتبت في عام 1854 وتصف الأساس المنطقي لعملية شراء الولايات المتحدة لجزيرة كوبا من إسبانيا في حين تشير ضمنا أن الولايات المتحدة ستعلن الحرب إذا رفضت إسبانيا بيع الجزيرة. وكان ضم كوبا هدفا قديما للسياسيين التوسعيين من ملاك العبيد، وأيد هذا فريق داخل كوبا نفسها. كان القادة الأمريكيون على الصعيد الوطني راضين ببقاء الجزيرة في أيدي الإسبان الضعيفة طالما أنها لم تنتقل إلى قوة أكبر منها مثل بريطانيا أو فرنسا. واقترح بيان أوستند أن تتحول السياسة الخارجية لتبرير استخدام القوة للاستيلاء على كوبا باسم الأمن الوطني. وقد نتج هذا البيان من المناقشات حول العبودية في الولايات المتحدة، وفكرة المصير الحتمي، ومبدأ مونرو، حيث سعى أصحاب العبيد إلى ضم أراضي جديدة لتوسيع الرق. كما خشي البعض من قيام ثورة عبيد في كوبا كما حدث في هايتي، وانتقال الثورة إلى الولايات الجنوبية.
خلال إدارة الرئيس فرانكلين بيرس، والذي كان ديمقراطيا مؤيدا للجنوب، دعا التوسعيون الجنوبيون إلى ضم كوبا كولاية رقيق، ولكن اندلاع العنف في أعقاب قانون كانساس نبراسكا جعل الإدارة تتردد في المضي قدما بهذا الأمر. وبناء على اقتراح وزير الخارجية ويليام مارسي، اجتمع سفراء أمريكيون في أوروبا – بيير سوليه في إسبانيا، جيمس بيوكانان في بريطانيا العظمى، وجون ميسون في فرنسا – لمناقشة إستراتيجية ضم كوبا. التقى السفراء سرا في مدينة أوستند في بلجيكا، وصاغوا إرسالية في أيه لا شابيل. أرسلت هذه الوثيقة إلى واشنطن العاصمة في أكتوبر 1854، موضحين لماذا أن شراء كوبا سيكون مفيدا للدولتين، وأن الولايات المتحدة «لها الحق في نزع» الجزيرة من يد إسبانيا إذا رفضت بيعها. لكن ما أزعج مارسي أن سولى ه لم يبق أمر الاجتماع سرا، ما أدى إلى نشر أمره في كل من أوروبا والولايات المتحدة واضطرت الإدارة في النهاية لنشر محتويات الإرسالية، فأضرّ كثيرا بمشروع الضم.
نشرت هذه الإرسالية بناء على طلب مجلس النواب. أطلق عليها اسم «بيان أوستند»، وتم التنديد بها على الفور في كل من الولايات الشمالية وأوروبا. أصيبت إدارة بيرس بانتكاسة كبيرة، واستعان الشماليون بالبيان لحشد الجمع ضد مسألة الرق. تم وضع مسألة ضم كوبا على جنب حتى أواخر القرن التاسع عشر، عندما نما الدعم لاستقلال كوبا من إسبانيا.

## وصلات خارجية
- النص الكامل للبيان على ويكي مصدر الإنجليزية